# Machilus submultinervia
Machilus submultinervia är en lagerväxtart som beskrevs av Y.K. Li. Machilus submultinervia ingår i släktet Machilus och familjen lagerväxter. Inga underarter finns listade i Catalogue of Life.